# 고려인마을
고려인마을은 대한민국 광주광역시 광산구 월곡동에 위치한 고려인 거주지이다. 땟골마을과 함께 한국에서 가장 큰 고려인 공동체 중 하나이다. 2022년 기준 약 7,000명의 고려인 주민이 살고 있다.
현대에는 관광 명소가 되었다. 지역 전체에 키릴 문자로 쓰인 간판이 있다. 2024년 기준으로 고려인이 운영하는 약 100개의 식당 등 사업체가 있다. 식당에서는 마르코프차와 같은 고려인 요리와 샤실리크, 플롭, 솜사와 같은 러시아 요리를 판매한다.

## 설명
2022년 기준으로 고려인을 위한 약 40개의 시설이 있다. 여기에는 종합지원센터(고려인마을종합지원센터), 유치원, 대안학교, 의료센터, 라디오 방송국, 한국어 교육센터, 박물관 등이 포함된다. 마을은 또한 두레 등 공동 농장을 운영하는데, 농장 부지는 새마을금고에서 무상으로 취득했다.
독자적인 신문도 발행한다. 2016년에 라디오 방송국이 설립되어 공동체 회관 3층에서 운영된다. 주간 프로그램 중 하나는 러시아 문학에 관한 것으로, 우즈베키스탄 우즈베키스탄 국립 대학교의 러시아 문학 전 교수였던 블라디미르 김이 진행한다.
지방 정부와 주변 기업에서는 고려인마을에 대해 적극적으로 지원한다. 광주 일부 병원에서는 마을 고려인들에게 의료비 30% 할인을 제공한다.
2010년대 초부터 이 지역에는 2025년까지 고려인이 운영하는 100개 이상의 사업체가 있는 거리가 생겼다. 이 거리는 "고려인마을 특화거리"로 불리며, 광주 시청의 적극적인 지원을 받아 거리에 있는 사업체 접근을 위한 추가 주차 공간을 조성할 계획이다.

## 역사

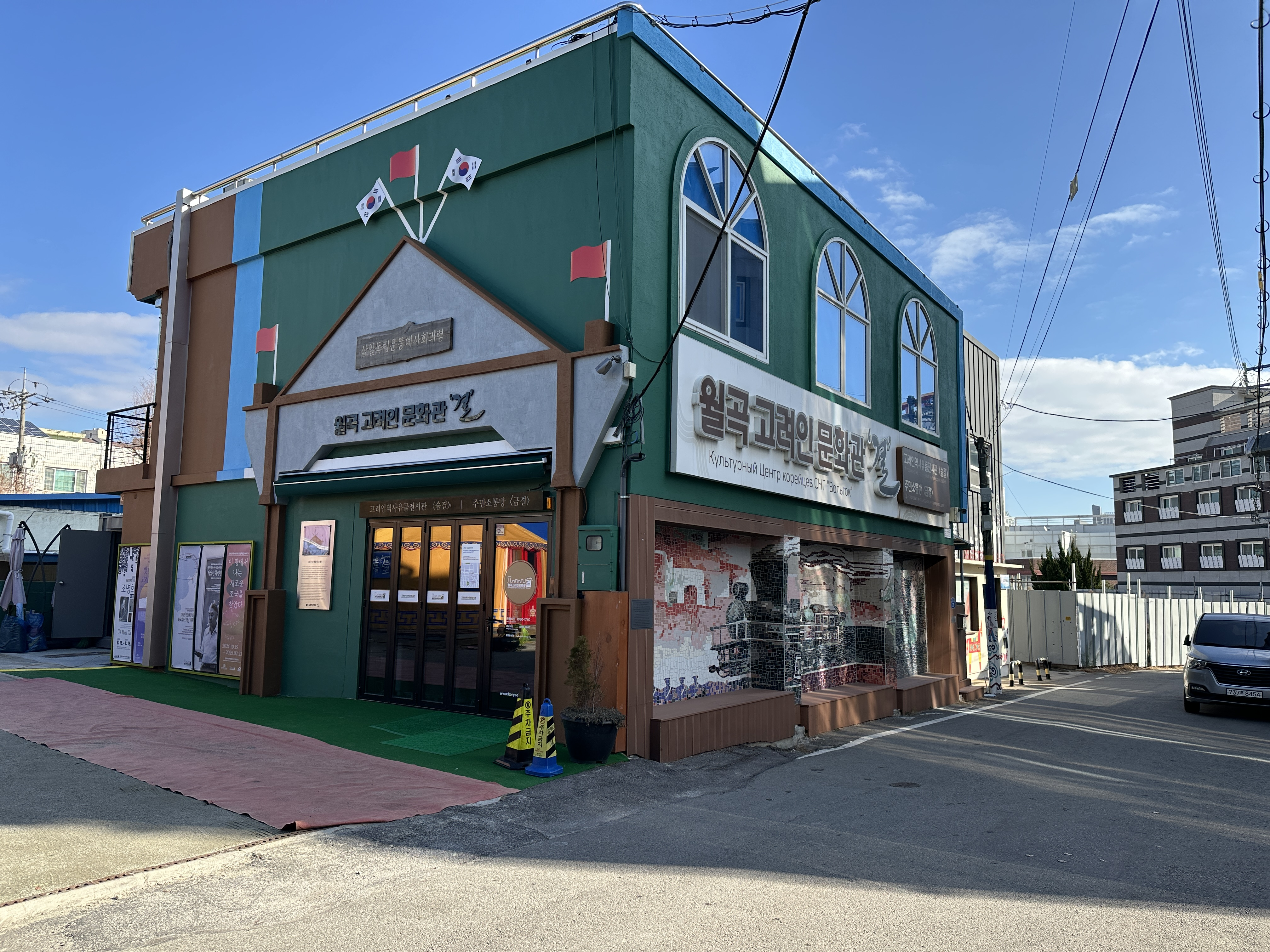
마을 내 고려인 역사 박물관 (2025)

이 공동체는 [신조야]와 [이천영] 목사라는 인물들에 의해 설립되었다고 여겨진다. 우즈베키스탄 출신의 3세대 고려인인 신조야는 한국인 남성과 결혼한 딸을 방문하기 위해 2001년 대한민국에 도착했다. 그녀는 여행 비자가 만료된 후 불법체류하다가, 2003년 6월에 합법적인 거주 자격을 취득했다. 한 인터뷰에서는 우즈베키스탄에서 사는 것보다 한국에서 불법 체류자로 사는 것이 낫다고 말했다. 그녀는 한국어를 할 줄 알지만 우즈베크어는 하지 못해서 그곳에서 살 때 어려움을 겪었다.
신조야는 2002년에 이 지역으로 이주하여 몇 년간 공장에서 일했다. 이때 이 지역의 많은 고려인 노동자들을 지원하는 이주 노동자 지원 센터를 열었다. 공동체는 약 20명으로 시작하여 친구와 친척들이 이 지역으로 이주하면서 성장했다. 2013년까지 이 지역에는 수천 명의 고려인이 살게 되었다. 이로 인해 광주시는 고려인 주민들을 돕기 위한 법적 틀을 마련했다. 2014년 4월에 법적으로 인정받는 법인이 되었다. 신조야는 2015년에 비자 문제 지원, 노동자 권리 옹호, 번역 등을 제공하는 자선 단체를 공동체를 위해 설립했다.

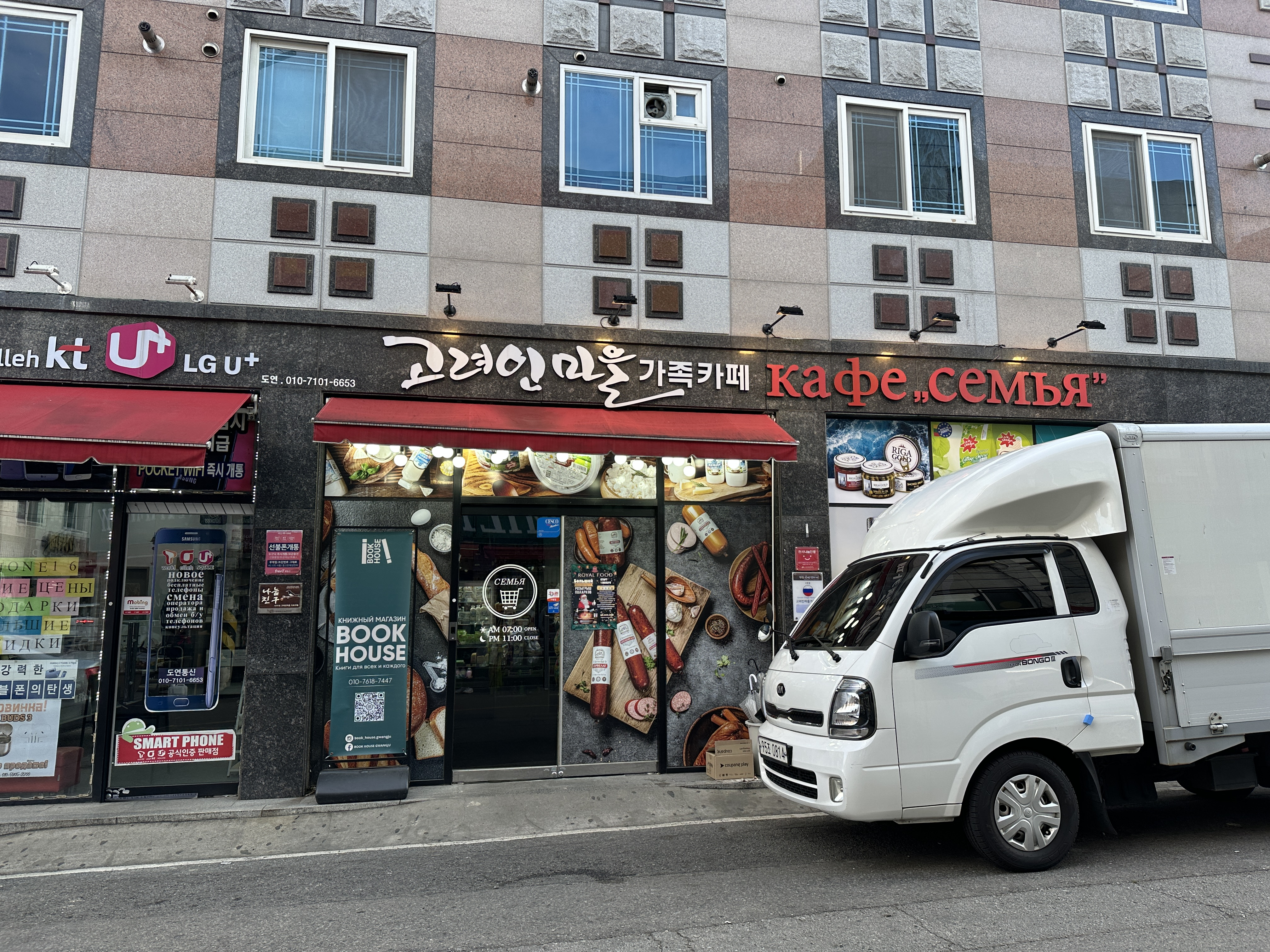
공동체 운영 식당 (2025)

이 지역은 이후 관광 명소가 되었다. 광주시와 협력하여 방문객을 유치하기 위한 여러 노력이 이루어졌다. 시는 2017년을 "고려인마을 방문의 해"로 지정했다.
1세대 주민들은 대한민국 생활에 어려움을 겪었다. 그들은 주로 저임금 육체노동 분야에서 일하며, 직장 차별을 받는다. 많은 이들이 공동 농장에서 일하거나 시골 마을의 집을 수리하는 일을 한다. 언어도 장벽이 된다. 많은 이들이 한국어를 할 줄 모르고, 고려말 방언은 한국인들이 이해하기 어려워 외국인으로 식별되기도 한다.

### 러시아-우크라이나 전쟁
2014년부터 현재까지 진행 중인 러시아-우크라이나 전쟁과 2022년 러시아의 우크라이나 침공은 공동체에 상당한 변화를 가져왔다. 주민들의 격려와 재정적 지원으로 수백 명의 난민, 주로 여성과 어린이들이 공동체에 도착했다. 2022년 12월까지 주민들이 875명의 난민 도착을 지원했다고 보고되었다. 약 600명이 마을로 왔다.
2022년 8월, 이 지역에 우크라이나 고려인을 위한 센터가 문을 열었다. 공동체 주민들과 다른 한국인 기부자들이 한국계 우크라이나인들이 이 지역에 도착하여 정착하는 데 상당한 돈을 기부했다. 그들은 건물을 개조하여 난민들을 위한 쉼터를 마련했다. 쉼터는 다른 난민들을 위해 공간을 마련할 수 있도록 입주자들이 첫 급여를 받는 즉시 퇴거해야 한다는 규칙을 유지했다. 민권 변호사와 구호 단체 직원들이 쉼터에서 자원봉사를 했다. 2022년 8월, 400명의 전 쉼터 거주자들이 장기적으로 공동체로 이주했다고 보고되었다.
한국어를 사용하지 않는 학생들이 유입되자, 2016년경 겨우 두 학급의 학생들만 있던 지역학교에 2023년까지 8개 학급이 더 개설될 것으로 예상되었다.
2022년경, 마을에는 여러 나라에서 온 약 7,000명의 고려인이 살고 있었다. 2023년 2월, 자금 부족으로 더 많은 사람들을 수용하려는 노력을 일시적으로 중단했다고 보고되었다. 많은 한국계 우크라이나인들은 우크라이나의 고향이 완전히 파괴되었기 때문에 한국에 장기적으로 머물기를 희망한다고 한다.
2024년 2월, 초기 난민 중 약 30명이 우크라이나로 돌아갔으며, 남아있는 대다수는 한국에 장기 체류하기를 희망하는 것으로 보고되었다. 우크라이나에서 온 초기 난민 중 약 400명은 일자리를 찾아 광주 도시권과 전남의 다른 지역으로 흩어졌고, 약 450명은 광주에 남아있었다. 이 난민들이 우크라이나 상황이 안정된 후에도 한국에 머무를 수 있을지에 대한 의문이 제기되었다.

## 같이 보기
- 우크라이나 고려인
- 고향마을 – 사할린 한인을 위한 정부 지원 귀향 공동체